# Femme au masque antique
Femme au masque antique est un tableau inachevé réalisé vers 1845 par le peintre français Jean-Léon Gérôme. Cette peinture à l'huile sur toile a été rentoilée sur un tondo ovale de 57 par 52 cm. Il constitue le portrait en buste d'une femme portant un masque à l'effigie d'Hermès relevé sur le sommet de sa tête. L'œuvre de style néo-grec est adjugée pour 61 000 €, le 7 décembre 2023, lors d'une vente d'art par la maison Rossini.

## Détails
Découvert dans le grenier des parents du peintre, ce tableau a ensuite rejoint la collection familiale de son élève, Jean-Alexis Muenier. L'œuvre, inachevée et non signée, présente une tunique qui n'est encore qu'une ébauche. L'encadrement et la toile ont subi des restaurations. 
Le tableau peut être rapproché d'un autre tondo de Gérôme, La Bacchante, qui est conservé au musée d'Arts de Nantes. Le thème du masque rappelle par ailleurs l'Enfant avec un masque et Les Comédiens.

## Galerie

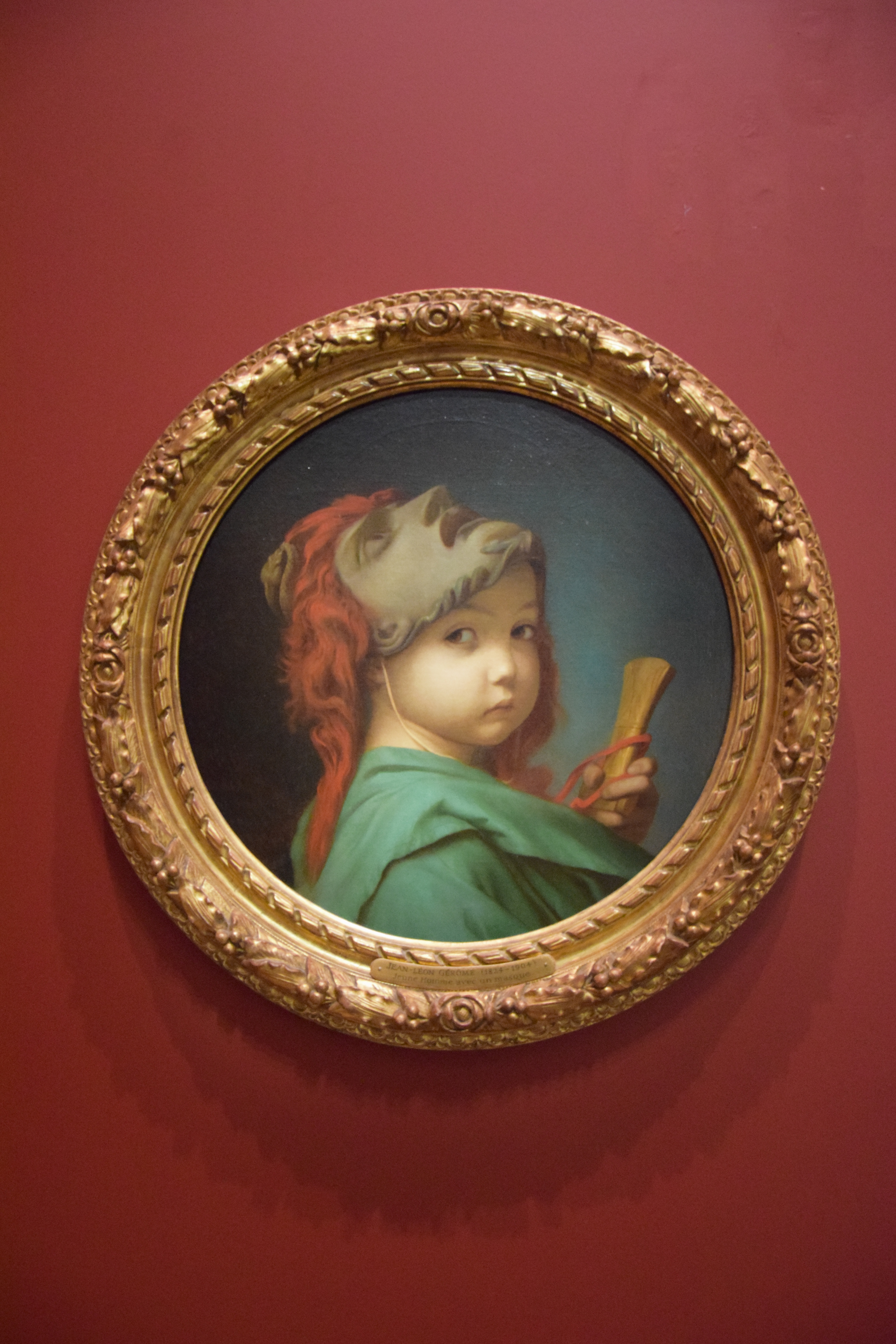
Enfant avec un masque.
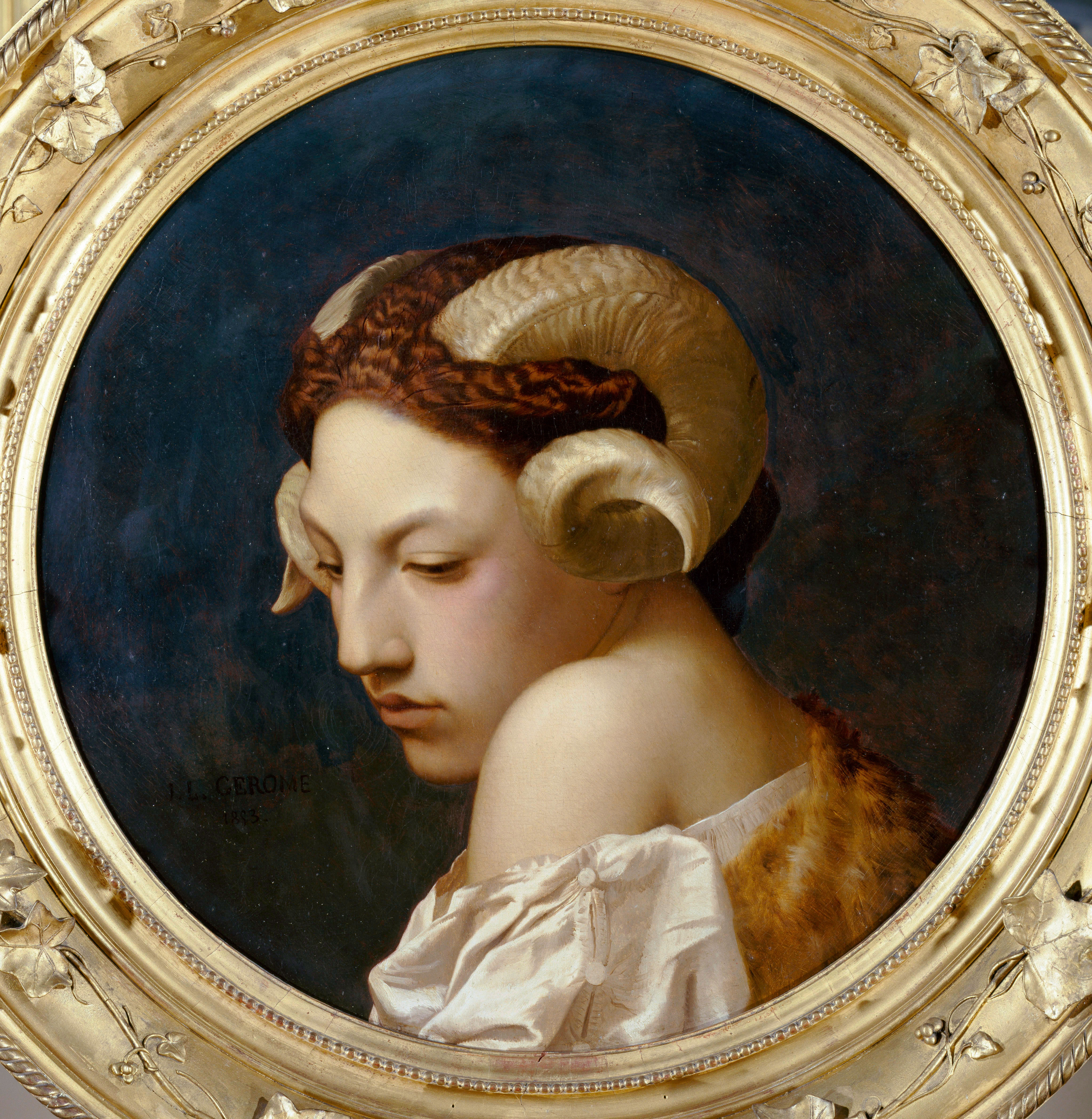
La Bacchante.
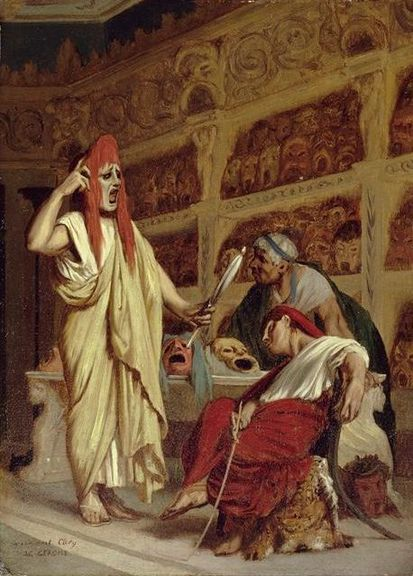
Les Comédiens.